# Elissa Slotkin
Elissa Blair Slotkin (New York, 10 luglio 1976) è una politica statunitense, senatrice per lo stato del Michigan dal 2025 ed in precedenza membro della Camera dei Rappresentanti per lo stesso stato dal 2019 al 2025. In precedenza ha lavorato all'interno del Dipartimento della difesa, assumendo diversi ruoli direttivi, come il ruolo di assistente del Segretario della Difesa per gli Affari di Sicurezza Internazionale dal 2014 al 2017.

## Biografia
Nata a New York, la Slotkin crebbe nel Michigan. Studiò alla Cornell University e alla Columbia University, per poi seguire un corso di lingua araba presso l'Università Americana del Cairo. Lavorò come traduttrice di swahili e fu tirocinante presso il Dipartimento di Stato.
Fu analista politica per la CIA e assistente anziana del Direttore dell'Intelligence Nazionale durante l'amministrazione Bush, per il quale lavorò anche in Iraq. In questo frangente conobbe a Baghdad il colonnello dell'esercito Dave Moore, che divenne suo marito. Svolse inoltre l'incarico di consigliera per l'Under Secretary of Defense for Policy. Tra il 2015 e il 2017, fino al termine dell'amministrazione Obama, fu Assistente del Segretario della difesa per gli Affari di Sicurezza.
Politicamente attiva con il Partito Democratico, nel 2018 si candidò alla Camera dei Rappresentanti contro il deputato repubblicano in carica da quattro anni Mike Bishop. In campagna elettorale attaccò Bishop soprattutto sul tema dell'assistenza sanitaria e alla fine la Slotkin riuscì a vincere la competizione, divenendo la prima esponente del Partito Democratico a rappresentare quel distretto al Congresso dal 2001.

## Vita privata
Il marito di Slotkin, Dave Moore, si ritirò come colonnello dell'esercito e pilota di elicotteri Apache.  Si sono incontrati a Baghdad durante la guerra in Iraq e risiedono ad Holly.  Slotkin ha due figliastre, una ufficiale dell'esercito e l'altra medico.